# 奥索地平
奥索地平是一种含氮有机化合物，化学式C
19H
21NO
6，能用作鈣通道阻滯劑。